# 阿尼乌阿尔·格杜耶夫
阿尼乌阿尔·博里索维奇·格杜耶夫（俄语：Аниуа́р Бори́сович Геду́ев，1987年1月26日—）是一名俄罗斯自由式摔跤运动员，2016年奥运会银牌得主，巴库欧洲运动会冠军（2015 年），世界锦标赛铜牌得主（2015年），欧洲冠军（2013、2014），世界杯冠军（2010），俄罗斯冠军（2015、2016），俄罗斯锦标赛银牌得主（2011年），
俄罗斯锦标赛铜牌得主（2009年）。俄罗斯荣誉体育大师。切尔克斯人。